# 王晶文
王晶文（1963年—2014年2月26日），臺灣新北市林口人，《聯合晚報》體育記者、電影《戀戀風塵》男主角，遺作為時報鷹紀錄片《全隊出局Game Ball》。

## 生平
王晶文為林口人，為獨生男，家中排行老四，有四位姊妹。家人對王晶文的印象是個性低調、沉默，僅有談到棒球會變得健談。
1983年，在李疾介紹下，王晶文擔任《春風》詩刊〈山地人詩抄〉編輯，改寫原住民傳說。1986年，王晶文在同為文化大學戲劇系的王耿瑜引介，擔任侯孝賢電影《戀戀風塵》男主角。該年，王晶文隨劇組至木柵等地取景。文化戲劇系學長黃健和認為《戀戀風塵》結尾，王晶文聽著飾演祖父的李天祿談收成受天候決定，鏡頭再轉到九份的雲海、海面以意味「無法強求」的最後一幕，是台灣影史經典畫面、及王晶文日後的人生寫照
之後，王晶文除擔任過侯孝賢《尼羅河女兒》攝影助理外，還參與過中視與華視電視劇，退伍後進入《聯合晚報》擔任體育記者。他在《聯合晚報》期間，建立了該報的體育新聞平台。因王晶文在《戀戀風塵》中飾演林文遠，友人和同業習慣叫他「阿遠」。家人說王晶文從不張揚自己曾是電影明星，連拍攝電影都很晚才告知家人。吳念真表示，王晶文有次去日本採訪職棒新聞，被當地影迷認出，事後便說是他感到最驚喜的回憶。
黑鷹事件後，2000年，黃健和建議王晶文既然是戲劇科班、且與這些時報鷹球員熟悉，可將他們在事件後的人生拍成紀錄片，且也是幫自己留東西。中華職業棒球大聯盟國際部副主任王雲慶回憶，王晶文曾多次借調時報鷹比賽錄影帶。2011年，48歲的王晶文去台灣師範大學運動與休閒管理研究所進修，以論文《台灣職棒球員偏差行為自覺之研究——以黑鷹事件為例》取得碩士。
王晶文單身獨居在陽明山竹子湖，在住所整理黑鷹事件紀錄片《全隊出局Game Ball》，十七年來已拍攝數萬小時、自費近新台幣百萬元。他與母親都有心臟病的問題。2014年2月26日晚，剛升任《聯合晚報》採訪中心副主任的王晶文受接手兄弟象隊的中信金邀宴餐敘，返回陽明山家後身體不適，晚10點多送到台北巿立聯合醫院忠孝院區前即去世。3月26日，華山1914文化創意產業園區花草雨林館舉行王晶文追思會，追思會以「沉靜的旅人」為名。
聯合報社原先想將王晶文未完的《全隊出局Game Ball》整理完成，但放棄。